# Сервілія Цепіона (дружина Лукулла)
Сервілія Цепіона (*Servilia Caepionis, прибл. 80 до н. е. —після 49 до н. е.) — римська матрона часів Римської республіки.

## Життєпис
Походила з впливового роду Сервіліїв. Донька Гнея Сервілія Цепіона, військового трибуна 72 року до н. е. деякий час вважалася донькою Квінта Сервілія Цепіона, називаючи її Сервілією Молодшою. Це може бути пов'язано з тим, що вона мала старшу сестр. Проте ця версія не знайшла точного підтвердження.
У 67 році до н.е. після смерті батька знаходилася під опікою свого дядька Марка Катона. У 65 році до н.е. вийшла заміж за Луція Лукулла. Мала від нього сина Марка. Була відома аморальним поведінкою (зокрема, її коханцем був Гай Меммій), і Лукулл через деякий час з нею розлучився. 
Після початку громадянської війни у 49 році дон .е. між Гаєм Цезарем та Гнеєм Помпеєм разом з сином супроводжувала свого дядька Марка Катона на Сицилію, потім до Азії. Вирушаючи до війська Гнея Помпея у Фессалії, Катон залишив її на Родосі. Про подальшу долю немає відомостей.

## Родина
Чоловік — Луцій Ліциній Лукулл, консул 74 року
Діти:
- Марк Ліциній Лукулл